# 이우시
이우시(중국어: 義烏市)는 중화인민공화국 저장성 진화시에 위치하는 현급시이다. 일용품의 도매시장이 많이 입지해, 세계적인 일용품 거래의 중심지이다.

## 지리
이우는 항저우시에서 남쪽으로 약 100 km 정도 내륙으로 들어간 곳에 위치해 있어, 산에 둘러싸인 금구분지(金衢盆地)(구강, 란강, 신안강, 진화강 등 첸탕강의 지류가 형성하는 분지)의 동쪽 기슭에 위치한다. 옛날부터 농업이 발달해 벼, 사탕수수 등이 재배되고 있다. 진화 햄의 명산지이기도 하다.
연평균 기온은 17°C이고 최난월 평균 기온은 29.3°C, 최한월 평균 기온은 4.2°C이다. 연평균 강수량은 1100~1600mm이고 무상 기일은 243일이며 연 일조량은 1528.8~1808.9시간이다.
| Yiwu (1981−2010 normals)의 기후           | Yiwu (1981−2010 normals)의 기후 | Yiwu (1981−2010 normals)의 기후 | Yiwu (1981−2010 normals)의 기후 | Yiwu (1981−2010 normals)의 기후 | Yiwu (1981−2010 normals)의 기후 | Yiwu (1981−2010 normals)의 기후 | Yiwu (1981−2010 normals)의 기후 | Yiwu (1981−2010 normals)의 기후 | Yiwu (1981−2010 normals)의 기후 | Yiwu (1981−2010 normals)의 기후 | Yiwu (1981−2010 normals)의 기후 | Yiwu (1981−2010 normals)의 기후 | Yiwu (1981−2010 normals)의 기후 |
| 월                                        | 1월                             | 2월                             | 3월                             | 4월                             | 5월                             | 6월                             | 7월                             | 8월                             | 9월                             | 10월                            | 11월                            | 12월                            | 연간                            |
| ----------------------------------------- | ------------------------------- | ------------------------------- | ------------------------------- | ------------------------------- | ------------------------------- | ------------------------------- | ------------------------------- | ------------------------------- | ------------------------------- | ------------------------------- | ------------------------------- | ------------------------------- | ------------------------------- |
| 일평균 최고 기온 °C (°F)                  | 9.2 (48.6)                      | 11.4 (52.5)                     | 15.7 (60.3)                     | 22.2 (72.0)                     | 27.2 (81.0)                     | 29.7 (85.5)                     | 34.4 (93.9)                     | 33.6 (92.5)                     | 28.8 (83.8)                     | 23.9 (75.0)                     | 18.3 (64.9)                     | 12.2 (54.0)                     | 22.2 (72.0)                     |
| 일일 평균 기온 °C (°F)                    | 5.2 (41.4)                      | 7.2 (45.0)                      | 11.1 (52.0)                     | 17.3 (63.1)                     | 22.3 (72.1)                     | 25.5 (77.9)                     | 29.7 (85.5)                     | 28.9 (84.0)                     | 24.5 (76.1)                     | 19.3 (66.7)                     | 13.5 (56.3)                     | 7.5 (45.5)                      | 17.7 (63.8)                     |
| 일평균 최저 기온 °C (°F)                  | 2.4 (36.3)                      | 4.2 (39.6)                      | 7.7 (45.9)                      | 13.4 (56.1)                     | 18.4 (65.1)                     | 22.1 (71.8)                     | 25.9 (78.6)                     | 25.3 (77.5)                     | 21.2 (70.2)                     | 15.7 (60.3)                     | 9.9 (49.8)                      | 4.0 (39.2)                      | 14.2 (57.5)                     |
| 평균 강수량 mm (인치)                     | 71.2 (2.80)                     | 86.9 (3.42)                     | 149.9 (5.90)                    | 149.6 (5.89)                    | 146.7 (5.78)                    | 244.2 (9.61)                    | 138.3 (5.44)                    | 125.1 (4.93)                    | 105.7 (4.16)                    | 60.3 (2.37)                     | 62.3 (2.45)                     | 46.7 (1.84)                     | 1,386.9 (54.59)                 |
| 평균 상대 습도 (%)                        | 75                              | 75                              | 75                              | 72                              | 71                              | 77                              | 70                              | 72                              | 75                              | 73                              | 72                              | 71                              | 73                              |
| 출처: China Meteorological Administration |                                 |                                 |                                 |                                 |                                 |                                 |                                 |                                 |                                 |                                 |                                 |                                 |                                 |

## 역사
기원 전 222년, 진나라에 의해 회계군에 의상현(義傷県)이 설치된다. 신나라가 성립하면서 9년(시건국 2년)에 오효현으로 일시 개칭되었지만, 후한이 성립하면서 곧 오상현(烏傷県)으로 되돌려졌다. 192년(초평 3년)에는 현 서부에 새롭게 장산현이 만들어졌고, 245년(적오 8년)에는 남부에 영강현이 분치되었다.
621년(무덕 4년), 오상현은 조주(稠州)로 승격하였고, 그 관할 하에 오효현, 화천현이 설치되었지만, 3년 후에 조주는 폐지가 되어, 오효, 화천 두 현이 통합되어 의조현(義鳥県)이 탄생했다. 686년(수공 2년), 현 동부로 동양현이, 754년(천보 13년)에는 현 북부에 포양현이 분치 되었다.
1988년에 현급시로 개편되어 현재에 이른다.

## 산업
푸톈 시장(福田市場) 등 대규모 일용품의 도매시장이 많이 입지하고 있어, 중국 동부 최대의 물류 기지이다. 전 세계의 바이어도 많이 방문해 일본의 100엔 숍 등의 상품 가운데, 중국산은 대부분이 여기를 통한다.
2007년에 GDP는 421억 위안에 달했고 2006년에 비해 15.1% 성장하였으며 1인당 GDP는 59144위안(8659달러)였다. 도시의 1인당 가처분 소득은 25007위안이었고 농촌은 10255위안이었으며 각각 15.9%와 16.4% 성장하였다.

## 행정 구역
7개 가도, 6개 진을 관할한다.
- 가도: 稠城街道, 北苑街道, 稠江街道, 江东街道, 后宅街道, 城西街道, 廿三里街道.
- 진: 上溪镇, 义亭镇, 佛堂镇, 赤岸镇, 苏溪镇, 大陈镇.